# 가즈나 왕조의 인도 원정
가즈나 왕조의 인도 원정은 10세기와 11세기의 저명한 제국인 가즈나 제국이 주로 술탄 마흐무드(재위: 998–1030)가 주도하여 시작한 54년(973–1027)에 걸친 인도 아대륙으로의 일련의 군사 원정을 가리키며, 이 지역의 역사와 문화에 지대한 영향을 남겼다.
이러한 침략은 10세기 후반부터 시작되어, 남아시아 역사에 중요한 한 획을 그었는데, 가즈나 제국은 펀자브 지역과 인도 북부를 포함한 인도 아대륙 깊숙이 침투했다. 이러한 침략의 주요 목적은 부의 획득, 이슬람교 전파, 그리고 가즈나 제국의 지배를 이 지역에서 확립하는 것이었다.
10세기 말 가즈나 왕조의 지도자 수부크티긴은 힌두 샤히 왕조의 자야팔라가 차지하고 있던 라그만과 페샤와르 사이의 지역을 정복했다. 이로써 가즈나 왕조는 오늘날 아프가니스탄과 북인도 일부 지역에서 세력을 확장할 수 있는 기반을 마련했다. 후일 이슬람 제국들은 인도에서 벌어진 가즈나 왕조의 전투를 통해 아대륙의 운명을 결정지을 중요한 역사적 배경으로 삼는다.